# Lista de membros da Royal Society eleitos em 1710
Esta é uma lista de Membros da Royal Society eleitos em 1710.

## Fellows
- Joshua Barnes (1654 - 1712)
- Vendramino Bianchi (1667 - 1738)
- Owen Brigstocke (1679 - 1746)
- Alexander Geekie (m. 1727)
- John Machin (m. 1751)
- Giovanni Poleni (1683 - 1761)
- Joseph Tanner (m. 1724)
- Christian Wolff (1679 - 1754)